# 아르헨티나 요리

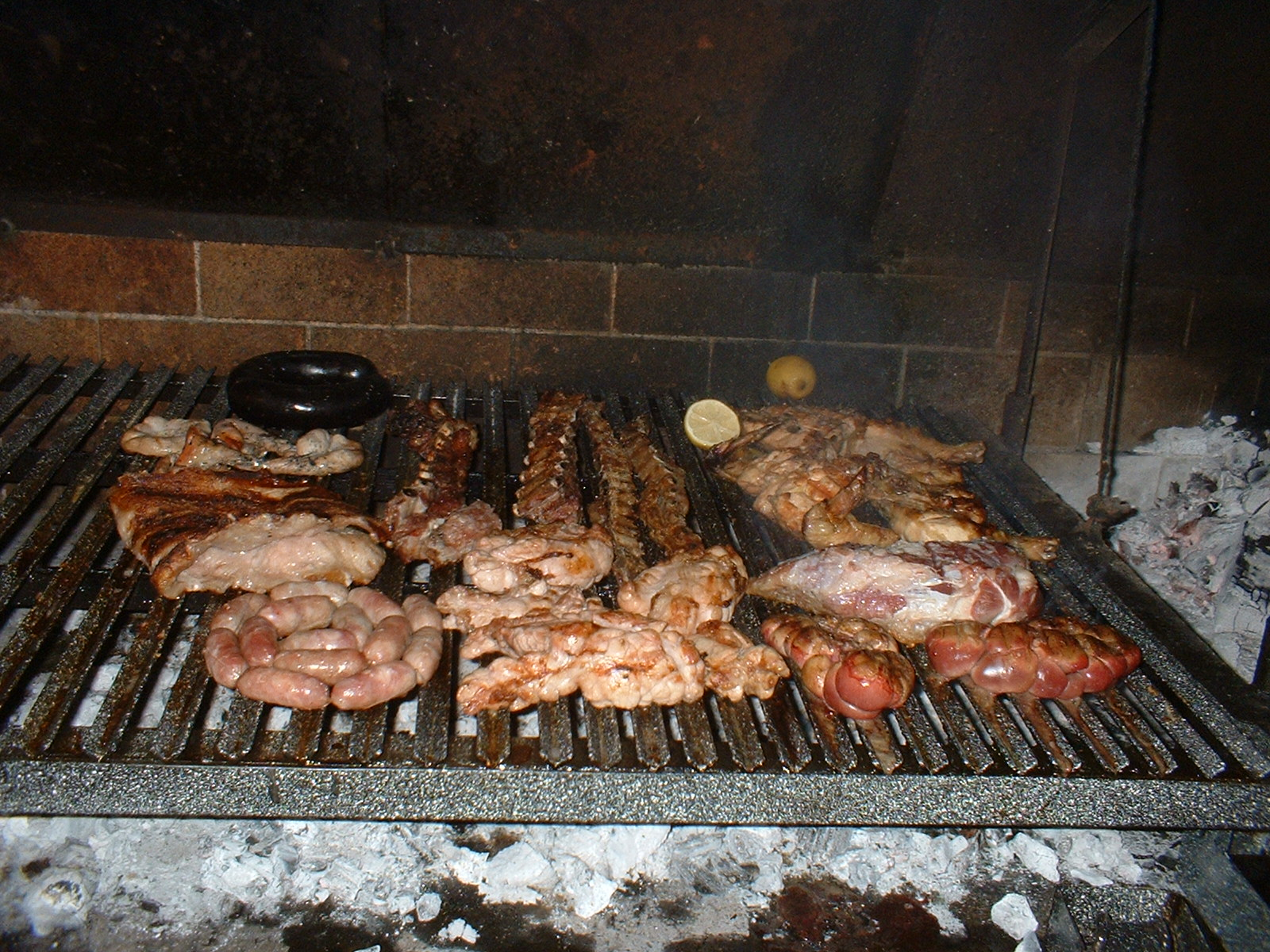
아사도

아르헨티나 요리(Argentina 料理, 스페인어: cocina argentina 코시나 아르헨티나[*])는 남아메리카에 있는 아르헨티나의 요리이다. 이탈리아, 스페인, 프랑스, 독일의 영향을 많이 받아 라틴 아메리카 내에서도 특이하고 고풍스러운 음식으로 손꼽힌다. 이렇게 아르헨티나의 요리가 유명한 것은 자국이 주요 생산물을 풍부하게 생산하기 때문이기도 하다. 쇠고기를 비롯한 육류, 밀, 옥수수, 우유, 콩 등 주요 작물은 세계 수출국으로서도 이름 있을 만큼 생산량이 많은 편이다. 특히 밀의 경우 이탈리아식 피자를 만드는 데 더할나위 없이 좋으며 밀의 생산량 덕분에 이탈리아에서 나는 도우 못지않은 생산량을 자랑한다. 또한, 아르헨티나는 건조 기후인 지역이 많으며, 세계에서 가장 많이 소를 방목하는 나라이기 때문에 채소 요리보다 육류 요리가 더 많다.
아르헨티나 요리는 시골과 도시의 요리를 특징만으로 구별할 수 있기도 하며 세계화의 영향으로 발전한 도시의 요리와 전통 방식에 입각해 예부터 내려온 요리법으로 나뉘고 있다.

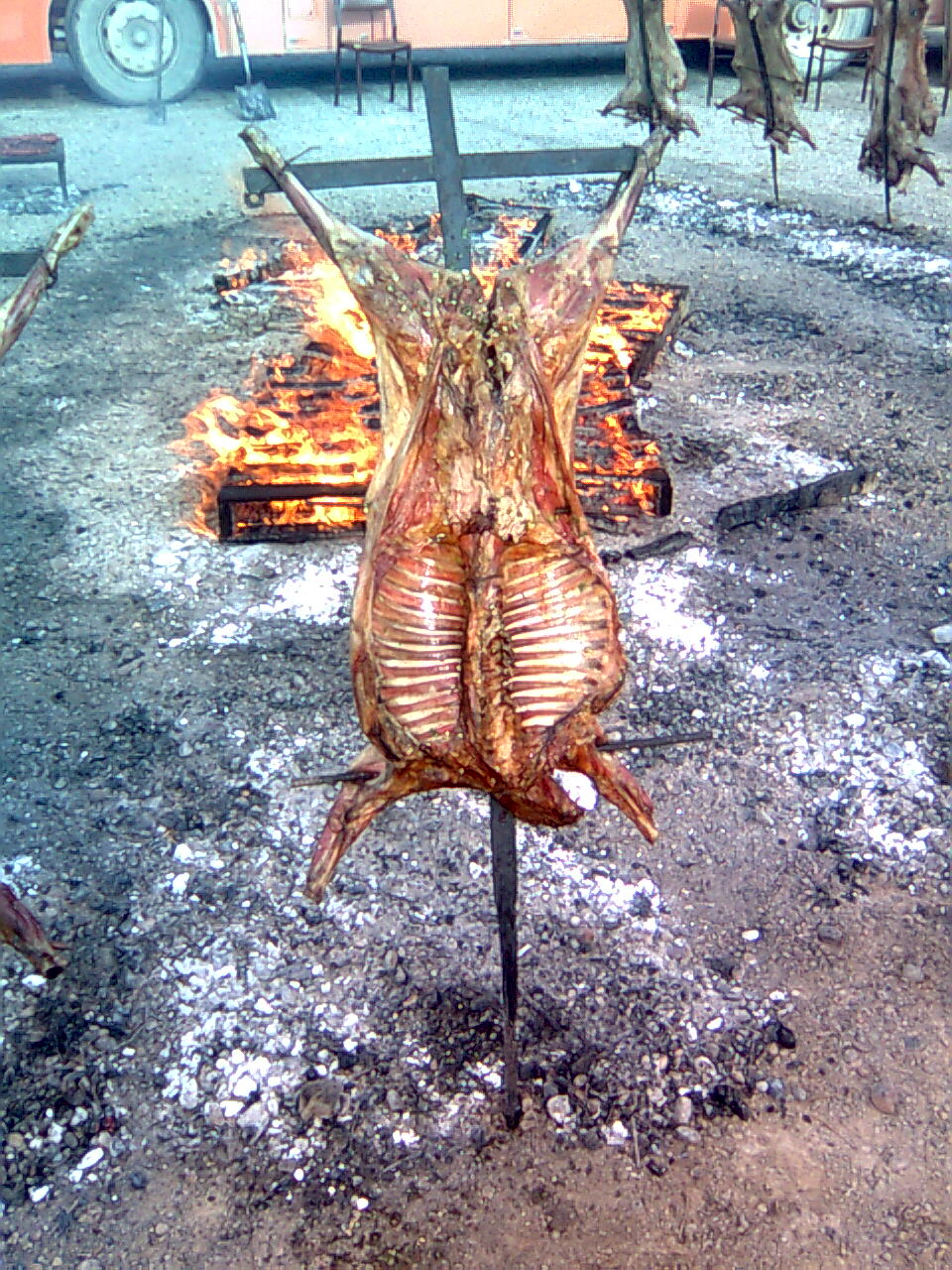
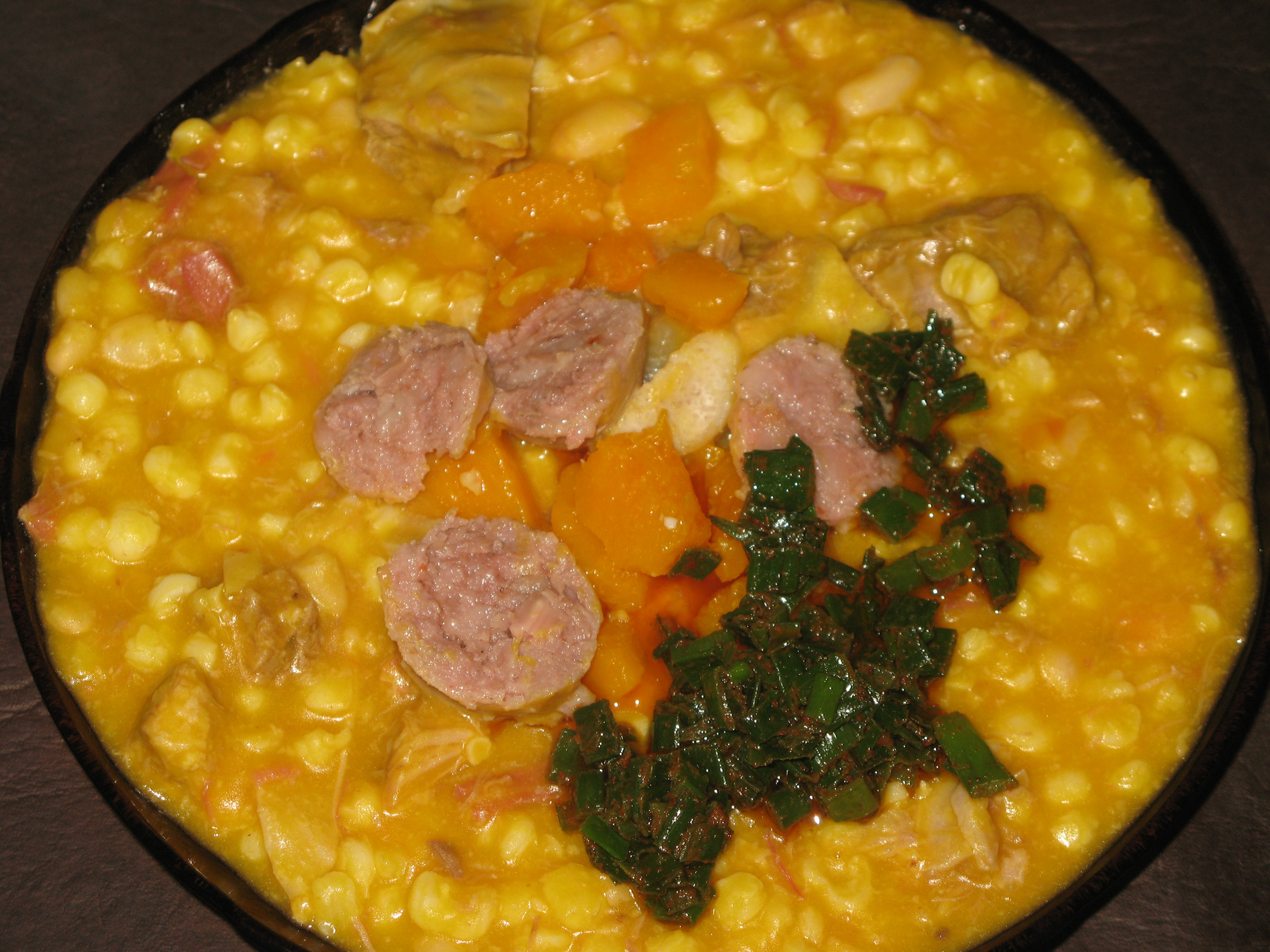
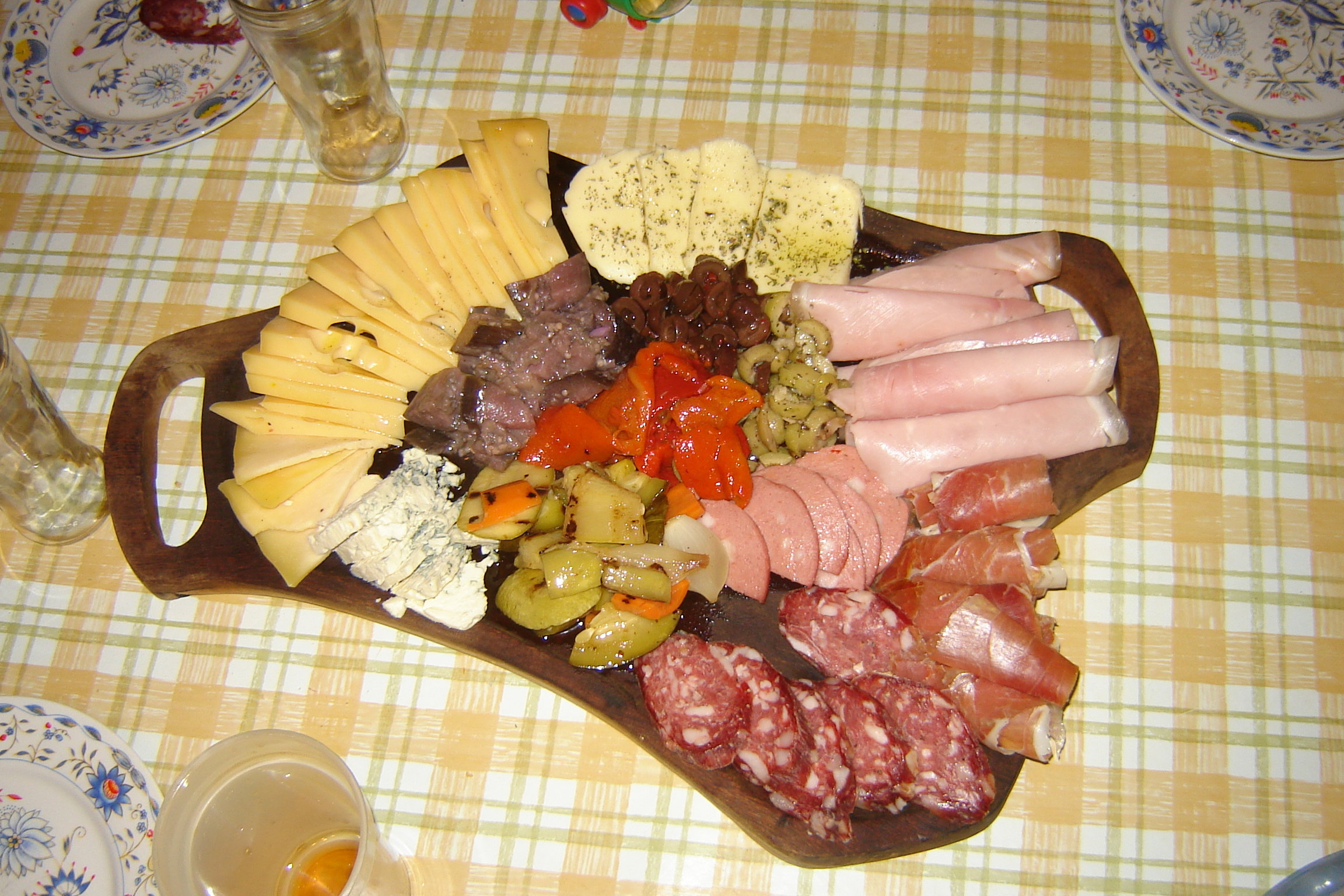
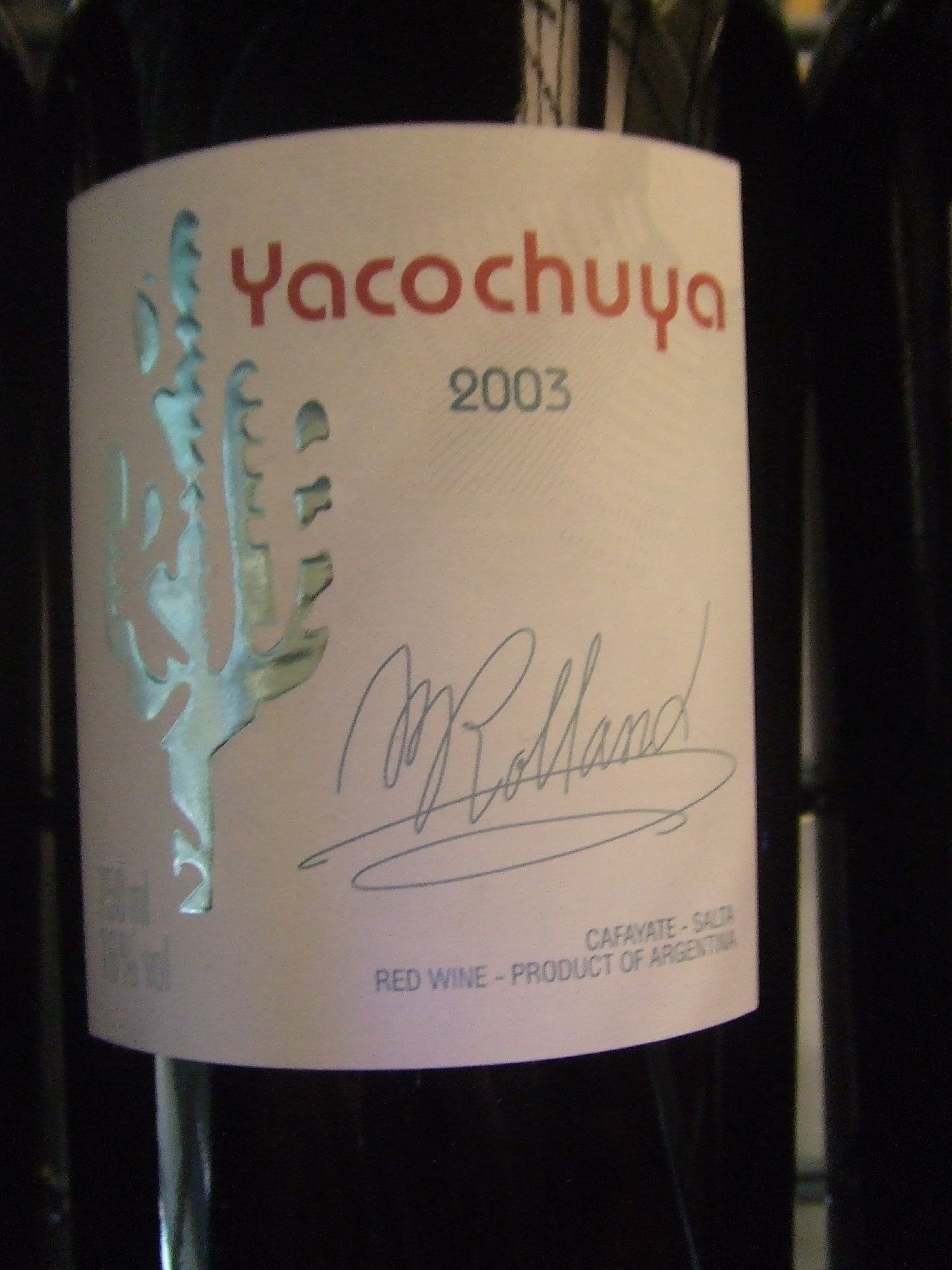
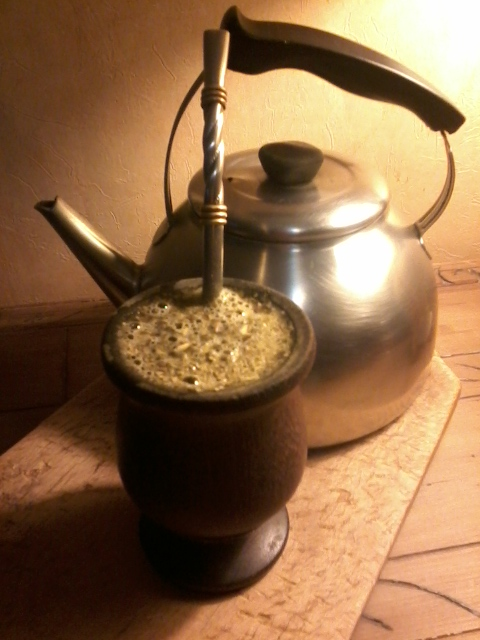
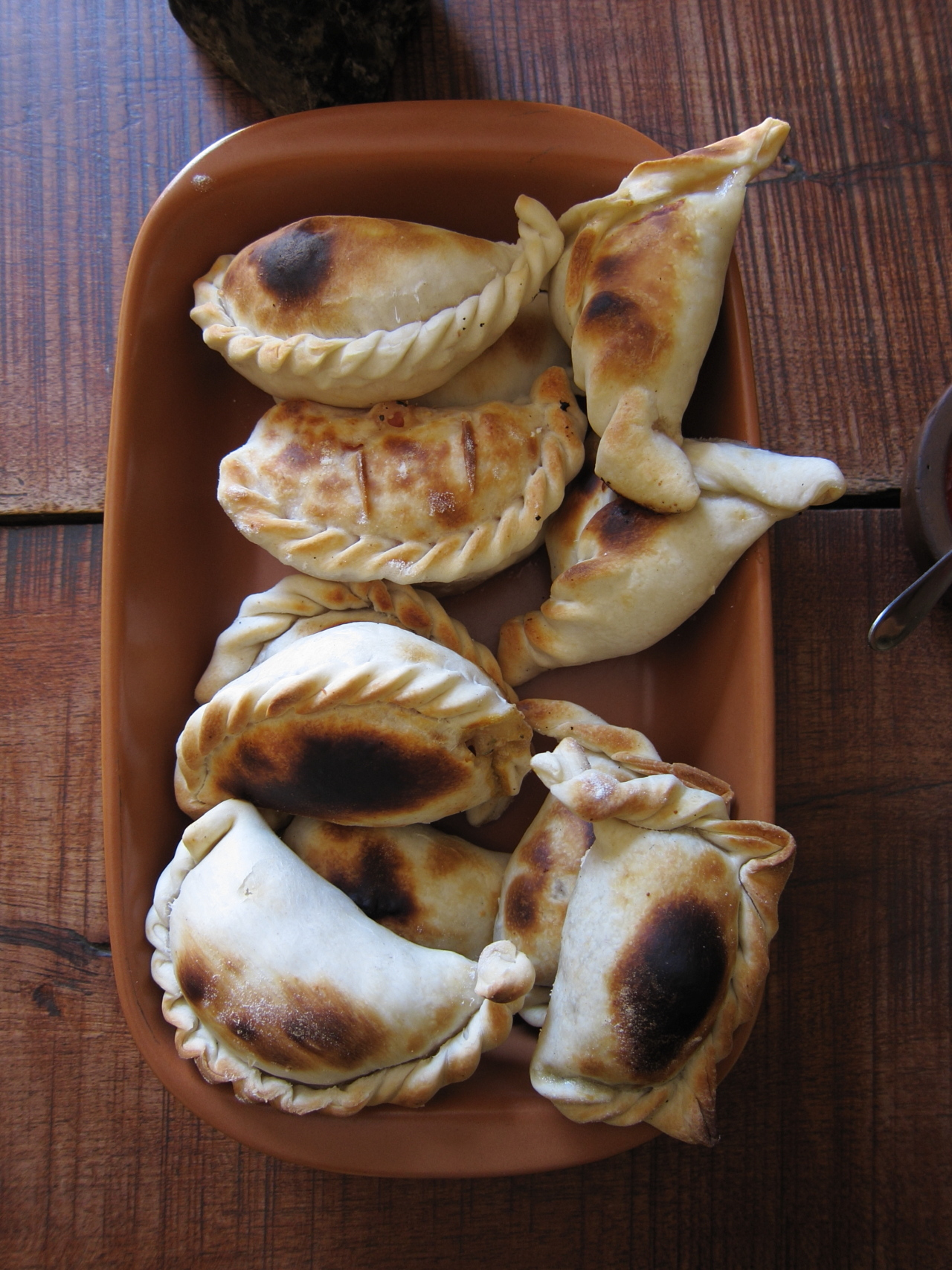
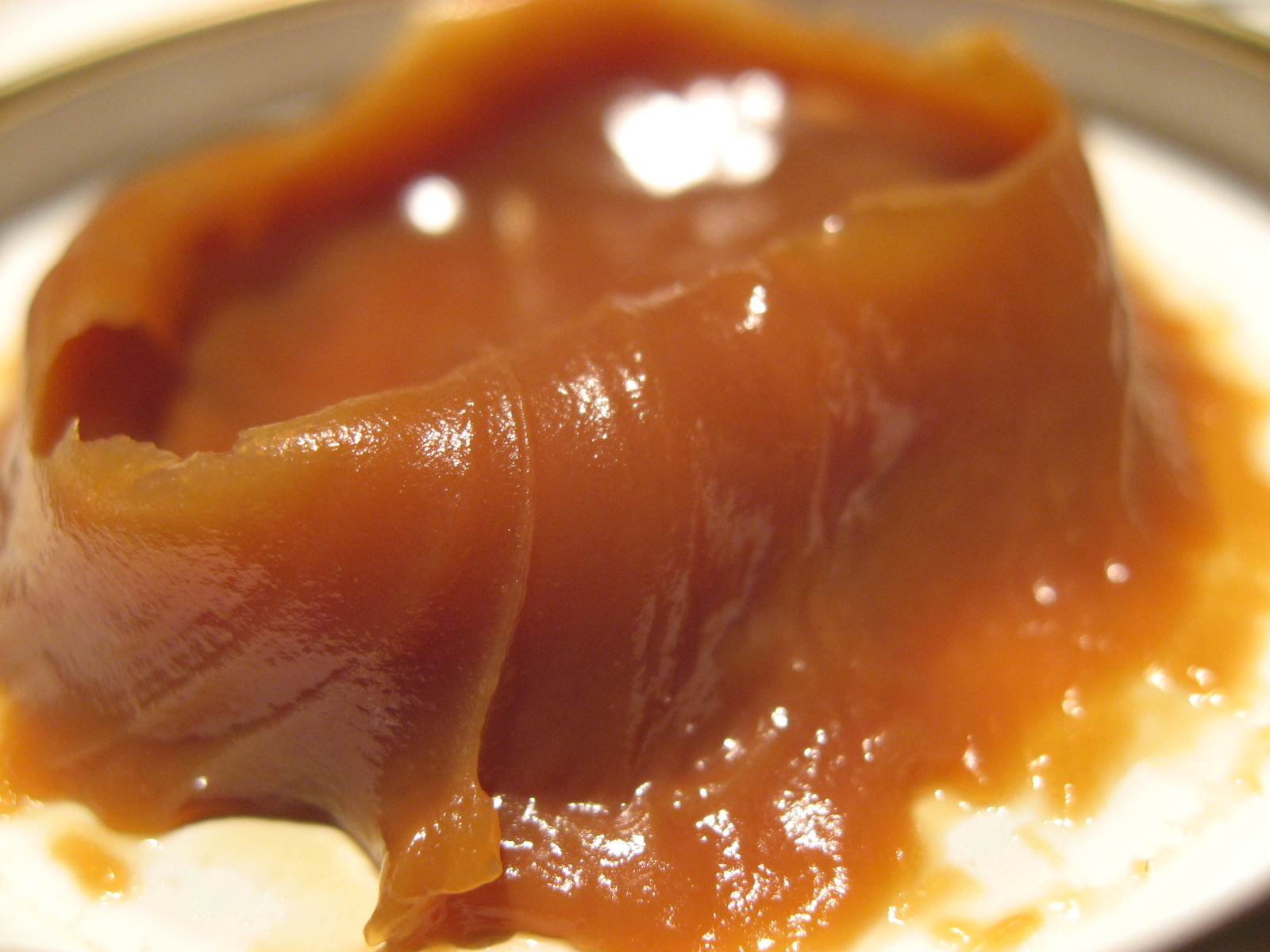
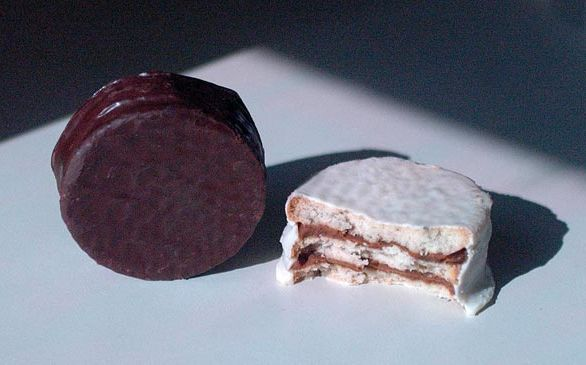

## 같이 보기
- 남아메리카 요리
- 라틴 아메리카 요리

1. ↑  “아르헨티나 소고기, 왜 유명할까?”. 2018년 4월 18일. 2024년 5월 17일에 확인함.
2. ↑  원융희 (2007년 8월 25일). 《음식으로 찾아가는 47개국 문화여행》. 자작나무. ISBN 978-89-7676-323-5.
3. ↑  최정희 (2014년 9월 5일). 《세계 식생활과 문화》. 파워북. ISBN 978-89-8160-233-8.